# Lélo Fiaux
 (novembre 2023).
Lélo Fiaux, née Hélène Fiaux, à Lausanne, le 16 janvier 1909, et morte à Vevey, le 25 août 1964 est une artiste peintre et aquarelliste vaudoise.

## Biographie
Hélène Fiaux, fille cadette de notaire, fréquente dès 1927 l'Atelier-école de Georges Aubert à Lausanne. Elle part se former à Dresde, puis Paris où, en 1930, elle est l'élève d'Amédée Ozenfant et d'André Lhote.
À Londres depuis 1931, Hélène Fiaux rencontre puis épouse le photographe américain Harry Long qu'elle suit aux États-Unis. Mais elle rentre bien vite en Europe pour s'installer à Rome, où elle a une liaison avec Alberto Moravia. Puis les voyages se succèdent : Paris, la Corse, la Grèce, Tahiti puis à nouveau Rome jusqu'à ce qu'éclate la Seconde Guerre mondiale qui marque son retour à Lausanne où elle reçoit dans son atelier de la place de la Palud plusieurs grands noms de la poésie et de la littérature romande.
Elle rencontre le collectionneur Jean Planque, peut-être par l'intermédiaire du peintre René Auberjonois ou bien à l'occasion d'une exposition personnelle que lui consacre Albert Skira dans sa galerie genevoise en 1942.
À l'étranger entre 1945 et 1954, dont quelques années sur l'île d'Ischia et à Marrakech, elle revient s'installer en 1957 à Saint-Saphorin.

## Postérité
Après sa mort, une Fondation Lélo-Fiaux est créée. Celle-ci s'attache à faire mieux connaître l'artiste et distribue un prix réservé aux jeunes artistes.

## Publication (posthume)
- Journal d'un peintre 1931-1951, illustré de 48 aquarelles de l'artiste, préface de Philippe Jaccottet, Lausanne, Bibliothèque des arts, 1994

### Sources
- « Lélo Fiaux », sur la base de données des personnalités vaudoises sur la plateforme « Patrinum » de la Bibliothèque cantonale et universitaire de Lausanne.
- Gilbert Marion, « Lélo Fiaux » dans le Dictionnaire historique de la Suisse en ligne.
- « Lélo Fiaux », sur SIKART Dictionnaire sur l'art en Suisse.